# Георг I фон Папенхайм
Георг I фон Папенхайм (на немски: Georg I von Pappenheim; * 1430 в Папенхайм; † 1485 в Тройхтлинген) е наследствен маршал на Папенхайм в Бавария, основава линията Тройхтлинген.
Той е син на Хаупт II фон Папенхайм († 1438) и втората му съпруга Барбара фон Рехберг († 1460), дъщеря на Файт I фон Рехберг, господар на Хоенрехберг, Щауфенек, Бабенхаузен († 1416), и Ирмела (Ирмгард) фон Тек († 1422), дъщеря на херцог Фридрих III фон Тек († 1390) и графиня Анна фон Хелфенщайн († 1392).
Той е брат на Бернхард, домхер в Айхщет, Рудолф, пфлегер цу Донаувьорт, и Зигмунд I († 1496), основател на линията Алесхайм. Полубрат е на Конрад II/III († 1482), основател на линията Грефентал, и Хайнрих († 1482/1484), основател на линията Папенхайм в Алгой и Щюлинген.
Георг фон Папенхайм купува през 1447 г. дворец Тройхтлинген. Георг фон Папенхайм е през 1457 и 1460 г. пфлегер във Вайсенберг и 1470 г. в Келхайм. Херцог Албрехт IV от Бавария му дава 1480 г. замък Егерсберг (в Риденбург) доживотно за 1700 гулдена. Сеньоратът той води от 1482 г. след смъртта на полубрат му Хайнрих. Георг фон Папенхайм умира през 1485 г.

## Фамилия
Георг I фон Папенхайм се жени между 21 октомври 1437 и 1450 г. за Урсула фон Валдбург († 1464), внучка на Йохан II фон Валдбург, дъщеря на трушсес Якоб I фон Валдбург-Траухбург „Златния рицар“ († 1460) и първата му съпруга графиня Магдалена фон Хоенберг-Наголд († 1437). Те имат шест деца:
- Урсула фон Папенхайм, омъжена I. за Лудвиг I фон Вилденщайн († 1484), II. за Кунтц фон Розенберг
- Улрих фон Папенхайм (умира млад)
- Георг II фон Папенхайм (* 1465; † 1529), господар на Тройхтлинген, женен за Маргарета Нотхафт фон Вернберг
- Барбара фон Папенхайм, омъжена за Стефан фон Еглофщайн
- Магдалена фон Папенхайм († 1 юни 1493), омъжена за фрайхер Марлвард фон Кьонигсег († 11 ноември 1506)
- Анна фон Папенхайм, омъжена за Филип фон Цьобел-Гибелщат